# アダルトビデオ用語
アダルトビデオ用語（アダルトビデオようご）では、アダルトビデオに関連する用語を列記する。

## あ行
- 赤ちゃんプレイ
- 足コキ
- アナルセックス
- アナル舐め
- イラマチオ（イラマ）
- ウェット&メッシー
- SM
- SM嬢
- オナニー
- 男の潮吹き

## か行
- 顔射
- 胸射
- 巨乳
- 金蹴りプレイ
- 近親相姦
- 緊縛
- クンニリングス（クンニ）
- 口内射精
- 肛内射精
- コスプレ
- ごっくん
- 公衆便所

## さ行
- 潮吹き
- 四十八手
- 獣姦
- 羞恥プレイ
- Gスポット
- 尻射
- 汁男優
- スカトロジー
- 素股 - 風俗店で行われる性行為だが、アダルトビデオでは別物の手法が確立されている
- スワッピング
- 舌射
- セックス

## た行
- 膣内射精
- 超乳
- 剃毛プレイ
- ディルド
- 手コキ
- デブ専
- 電マ（電気マッサージ器）

## な行
- 中出し
- ニプルファック

## は行
- パイズリ
- パイパン
- バイブ
- 爆乳
- ハメ撮り
- 貧乳
- ファック
- フェチ
- フェラチオ（フェラ）
- 腹射
- ぶっかけ（顔射）
- 変態
- 放置プレイ
- ぽっちゃり
- ボンデージ

## ま行
- マグロ
- まんぐり返し
- マン拓

## や行
- 幼児プレイ

## ら行
- ラバー
- 露出プレイ
- ローター